# Crannóg von Oakbank

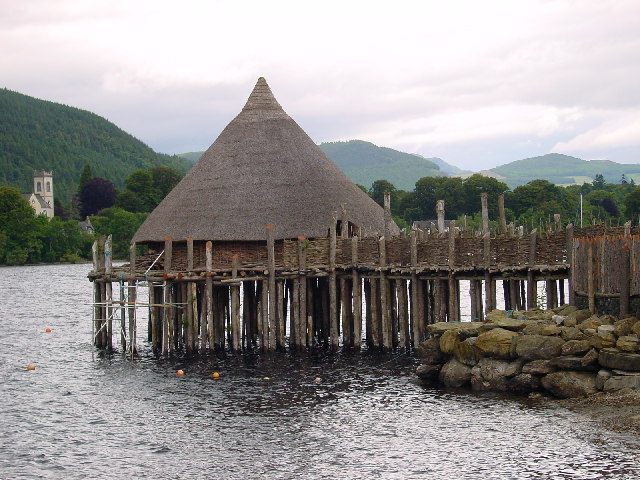
Crannógrekonstruktion vom Loch Tay

Der eisenzeitliche Crannóg von Oakbank (auch Crannóg von Fearnan genannt) liegt südlich von Fearnan bei Aberfeldy im Loch Tay in Perth and Kinross in Schottland. 
Der Crannóg ist vollständig im Loch Tay untergetaucht, in dem weitere 17 Crannógs liegen. Das Torfschlammbett bot nahezu perfekte Erhaltungsbedingungen und lieferte mehr Funde und Informationen als vergleichbare Fundplätze an Land. 40 Ulmen- und Eichenstümpfe markieren die Überreste eines Stegs, der zum Ufer führte.
Frühere Entdeckungen auf der Fundstelle beinhalteten Bronzestifte, Bodenhölzer, eine hölzerne Butterdose mit darin befindlicher Butter, kleine Insekten, ein Kanupaddel, Kochutensilien, Perlen, eine Schwanenhalsnadel und gewebtes Tuch. Bei den Ausgrabungen wurden die Überreste von rund 200 verschiedenen Pflanzenarten gefunden, darunter Mohn und Dinkel, der von den Römern nach Großbritannien eingeführt wurde.
Im See befindet sich auch das „Scottish Crannog Centre“ Croft-na-caber bei Aberfeldy.
In der Nähe liegen die Felsritzungen von Clach-na-Cruich.